# Semigrup nul
În matematică, un semigrup nul este un semigrup cu un element absorbant, numit zero, în care produsul oricăror două elemente este zero. Dacă fiecare element al unui semigrup este un zero la stânga, atunci semigrupul se numește semigrup nul la stânga; un semigrup nul la dreapta fiind definit analog. Potrivit lui Clifford și Preston, „În ciuda trivialității lor, aceste semigrupuri apar în mod natural într-o serie de cercetări”.

## Table Cayley
Fie S un semigrup cu elementul zero 0. Atunci S se numește semigrup nul dacă {\displaystyle xy=0} pentru toate x și y din S.

### Tabla Cayley pentru un semigrup nul
Fie S = {0, a, b, c} mulțimea subiacentă a unui semigrup nul. Atunci tabla Cayley⁠(d) pentru S este prezentată mai jos:
|   | 0 | a | b | c |
| - | - | - | - | - |
| 0 | 0 | 0 | 0 | 0 |
| a | 0 | 0 | 0 | 0 |
| b | 0 | 0 | 0 | 0 |
| c | 0 | 0 | 0 | 0 |

## Semigrup nul la stânga
Un semigrup în care orice element este un element zero la stânga se numește semigrup nul la stânga. Astfel, un semigrup S este un semigrup nul la stânga dacă {\displaystyle xy=x} pentru toate x și y din S.

### Tabla Cayley pentru un semigrup nul la stânga
Fie S = {a, b, c} mulțimea subiacentă a unui semigrup nul la stânga. Atunci tabla Cayley pentru S este prezentată mai jos:
|   | a | b | c |
| - | - | - | - |
| a | a | a | a |
| b | b | b | b |
| c | c | c | c |

## Semigrup nul la dreapta
Un semigrup în care orice element este un element zero la dreapta se numește semigrup nul la dreapta. Astfel, un semigrup S este un semigrup nul la dreapta dacă {\displaystyle xy=x} pentru toate x și y din S.

### Tabla Cayley pentru un semigrup nul la dreapta
Fie S = {a, b, c} mulțimea subiacentă a unui semigrup nul la dreapta. Atunci tabla Cayley pentru S este prezentată mai jos:
|   | a | b | c |
| - | - | - | - |
| a | a | b | c |
| b | a | b | c |
| c | a | b | c |

## Proprietăți
Un semigrup nul netrivial (la stânga / la dreapta / zero) nu conține un element neutru. Rezultă că singurul monoid nul (la stânga / la dreapta / zero) este monoidul trivial.
Clasa semigrupurilor nule este:
- închisă pentru subsemigrupuri;
- închisă pentru câturi ale subsemigrupurilor;
- închisă pentru produse directe⁠(d) arbitrare.

Rezultă că clasa semigrupurilor nule (la stânga / la dreapta / zero) este o varietate din algebra universală⁠(d), și astfel o varietate de semigrupuri finite⁠(d). Varietatea semigrupurilor nule finite este definită de identitatea {\displaystyle ab=cd}.